# Night Raid
Night Raid est un jeu vidéo de type shoot them up développé et édité par Taito sur borne d'arcade en 2001. Il est porté sur PlayStation en 2001.

## Système de jeu
Le jeu se joue sur borne d'arcade, à l'aide d'un joystick et de trois boutons. Le premier bouton sert à tirer sur les ennemis. Les deuxième et troisième bouton servent d'attaque spéciale et rendent temporairement invincible durant leur action. Lorsque la jauge du bas est remplie, le joueur peut lancer une puissante attaque appelée Hug Launcher, qui balaye l'écran. Le troisième bouton déclenche une « méga bombe » avec une onde de choc circulaire autour du vaisseau. 
Une barre de score est présente pour chaque joueur. Lorsque des ennemis sont détruits, ils laissent des bonus de points. S'ils sont récoltés, ils augmentent le score, mais le joueur perd des points lorsqu'il en loupe, pouvant mener à un score négatif.
Le jeu ne comporte pas de trame narrative.

## Développement
Le jeu est développé par Takumi.
Le jeu est porté sur PlayStation en 2001,.

## Accueil
Les auteurs de Anthalogie PlayStation saluent la bande-son et sa finition. Ils critiquent cependant le gameplay et la durée de vie du jeu, qui peut se terminer en un quart d'heure. Ils critiquent également la disparition du mode deux joueurs lors du portage sur PlayStation. Pour Consoles +, « Taito et Takumi misent sur l'originalité ».